# ケアンパップル・ヒル

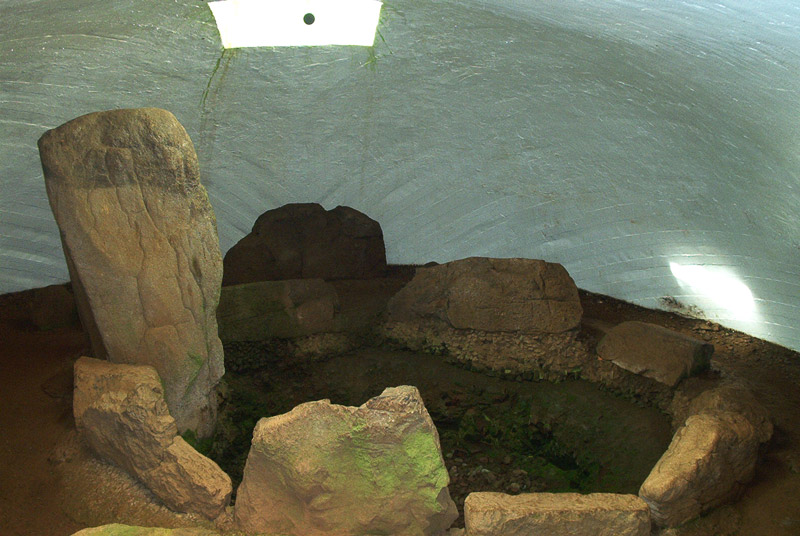
ケアンパップルの埋葬塚の内部

ケアンパップル・ヒル（Cairnpapple Hill）は、スコットランド中央の代表的な丘である。
バスゲートの約3km北に位置し、頂上地点は標高312mである。
丘にある儀式礼拝所は約4,000年に亘り、ストーンズ・オブ・ステネスのような名高い場所に匹敵するほどよく利用された。
この場所は一般の人々に対しては4月～9月に開放しており、小さなビジターセンターが開いている。